# 网盾虫属
网盾虫属（学名：Dictyaspis）是穿盾虫科下的一个属。

## 下属物种
本属包括以下物种：
- 分叉网盾虫 Dictyaspis furcata Haeckel, 1887，分布于大西洋、孟加拉湾、苏门答腊,包括中国东海等海域。